# ЭМИЗ
ЭМИЗ — модель пассажирского и грузового подъёмника (лифта), получившая своё название по названию электромеханического инструментального завода, (сокращенно — ЭМИЗ, ныне завод ЭМОЗ, г. Москва), который в 1955—1959 осуществлял наиболее массовый выпуск лифтов данной модели.
Однако под понятием «лифт модели ЭМИЗ», закрепившимся в технической литературе, подразумевается не только продукция московского завода ЭМИЗ, но и аналогичные подъёмники, выпускавшиеся в 1930—1950-х годах на целом ряде заводов СССР и имевшие однотипную конструкцию.
Модель активно эксплуатировалась в Москве, Ленинграде и других городах СССР с середины 1930-х до 2000-х годов и показала при некотором неудобстве в техническом обслуживании выраженную ремонтопригодность и исключительно высокую надёжность. Так, например, машины харьковского завода «Электроподъёмник», установленные в 1938 году в Москве в четырёх подъездах дома № 36 радиозавода «Темп» по улице Землячки  (ныне Большая Татарская улица),  эксплуатировались до октября 2006 года, то есть в течение 67 лет.

## Основные технические характеристики
Данная модель представляла собой классическую конструкцию клетьевого электрического подъёмника, разработанную еще в конце XIX века американской фирмой ОТИС.
Шахта — внутренняя (железносетчатая либо глухая) либо наружная остеклённая (каркасно-приставная либо каркасно-подвесная). Массовая пристройка наружных шахт к стенам зданий началась с 1957 года.
Подъёмный механизм — редукторная электрическая лебёдка: первоначально барабанная лебёдка, а с конца 1930-х годов — лебёдка с канатоведущим шкивом (КВШ). Обеспечивала скорость движения кабины — до 0,65 м/с.
Подвеска кабины и противовеса на лебедку — с помощью трёх или четырёх стальных канатов, балансирная для кабины и жёсткая (реже пружинная) для противовеса.
Ловители кабины и противовеса — мгновенного действия. Противовес оборудовался ловителями, если размещался в шахте, которая находилась над улицей или помещениями, где могли появиться люди.
Направляющие — деревянные для кабины, металлические для противовеса (профиль-уголок).
Двери шахты и кабины — распашные, с ручным приводом на открывание и закрывание пассажиром.
Грузоподъёмность — 250 кг (при нестандартно малых пассажирских кабинах) и 350/450 кг (при пассажирских кабинах стандартных и больших размеров).
 Электросхема управления — релейно-контакторная, односкоростная, род тока — переменный, раздельная (то есть движение либо по приказу из кабины либо по вызову с этажной площадки).
Устройство контроля пассажира — подвижный пол, пружинный, петлевого типа с подпольным электрическим контактом.

## Заводы-изготовители
Помимо московского завода ЭМИЗ УМТ (завод подчинялся Управлению московского трамвая), оборудование подъёмников данной модели изготавливали:
Механическое оборудование:
1) Московский завод подъёмных сооружений (МЗПС), он же завод «Подъёмник» Главного управления подъёмно-транспортного машиностроения (ГУПТмаш) НКТП СССР (впоследствии ГУПТмаш Минтяжмаша СССР, г. Москва, ул. Смирновская, 19; в 1958 г. преобразован в завод «Станколиния», ныне ОАО «МоЗал»).
2) Московский завод «Лифт» исполкома Моссовета (образован в 1935 году, в технической литературе за 1955 год упоминается уже как бывший).
3) Ленинградский завод подъёмно-транспортного оборудования имени С. М. Кирова ГУПТмаш НКТП СССР.
4) Ленинградский завод «Красный металлист».
5) Ленинградский завод «Лифтоборудование» треста «Ленжилстрой» исполкома Ленсовета, объединенный в 1959 с заводом «Ленводоприбор».
6) Харьковский завод «Электроподъёмник».
7) Никопольский завод «Строммашина» имени В. И. Ленина.
8) Могилёвский завод Строммашина.
Электрическое оборудование :
1) Московский завод Динамо.
2) Харьковский электромеханический завод (ХЭМЗ).
3) Ярославский машиностроительный завод (электродвигатели для редукторных лебёдок)

## Машинное помещение
Располагается либо над шахтой лифта (верхнее МП), либо под ней (нижнее МП), а также и сбоку от неё. Во втором и третьем случае над шахтой устраивается блочное помещение, где канаты идущие вверх от МП через эти блоки перенаправляются вниз и подвешивают кабину и противовес.
В машинном помещении размещаются:
- Вводное устройство
- Магнитная станция - она же станция управления, она же релейно-контакторная панель
- Подъёмный механизм  — редукторная электрическая лебедка Т-1000, либо ЛГ-150.
- Конечный выключатель перепрохода
- Ограничитель скорости

## Видеоиллюстрации
- Два лифта типа ЭМИЗ в железносетчатых шахтах
- Лифт типа ЭМИЗ в глухой шахте (с заменёнными вызывными аппаратами от лифта модели КМЗ-1958)

## В художественных фильмах
В советских художественных фильмах лифты данного типа с распашными дверями зачастую использовались для задержания какого-либо отрицательного персонажа, лишая последнего возможности совершения вреда:
- В фильме 1956 года «Карнавальная ночь» директору Огурцову, бюрократу и бездельнику помогают застрять в машине типа ЭМИЗ ранних лет выпуска, установленному в 1939—1940 году при постройке Театра Советской армии, где проходили съёмки данной комедии (в настоящее время он демонтирован). Интересно, что у распашных дверей шахты данной машины отсутствовали ручки замков, позволяющих открывать двери снаружи этажной площадки, что характерно для подъёмника (немодернизированные ЭМИЗы работали только на подъём пассажиров и их нельзя было вызвать на любой этаж).

- В фильме 1981 года «Тайна записной книжки» изображен запретный прием обращения с лифтами с распашными дверями. Положительный герой фильма, пытаясь задержать преступника, находясь на этажной площадке, через порванное сетчатое ограждение двери нажимает рукой на рычаг замка двери шахты, разрывая через блок-контакт замка питание электросхемы лифта, что вызвало его остановку и застревание пассажира. На практике подобные попытки остановки лифта обычно приводили к аварийным ситуациям, тяжёлому ампутационному травматизму, преимущественно детскому.